# Muzeum Ziemi Drohobyckiej
Muzeum Ziemi Drohobyckiej (ukr. Музей Дрогобиччина) – muzeum krajoznawcze w Drohobyczu, założone w 1940.
Państwowe muzeum krajoznawcze „Drohobyczczyna” powstało w maju 1940 i spełniało rolȩ wojewódzkiego muzeum historyczno-krajoznawczego. Do użytku muzeum przekazano budynek dawnej drohobyckiej rady powiatowej, zbudowany w roku 1894. Z każdym rokiem wzrastało zainteresowanie turystów, a muzeum w ciągu ostatnich dziesięciu lat znacznie zwiększyło liczbę swoich eksponatów oraz obszar ekspozycji.
W 1996 roku w pałacu przy ul. Strzelców Siczowych 18, Muzeum otworzyło galerię obrazów (dzisiaj Galeria Sztuki Sakralnej), w której wystawiane są prace europejskich artystów XVIII i XIX wieku.